# Pista de Motocross Laoshan

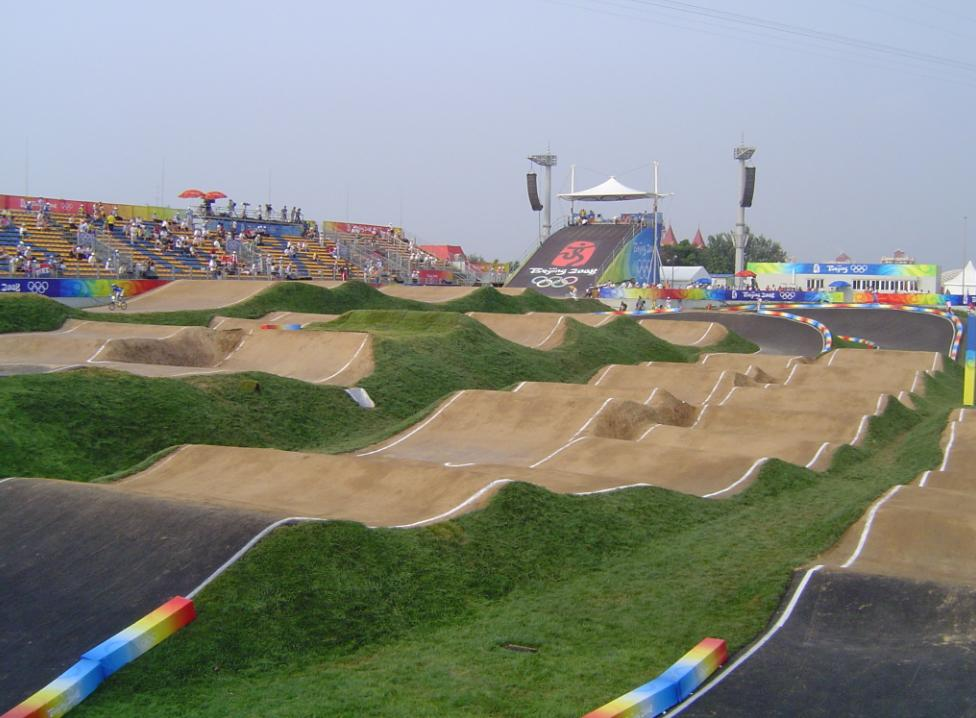
Pista de Motocross Laoshan

A Pista de Motocross Laoshan é uma das instalações dos Jogos Olímpicos de Verão de 2008, nos quais sediou as competições de ciclismo BMX, modalidade que estréia nos Jogos. A pista foi construída no distrito de Shijingshan, a oeste de Pequim. Para permitir que os atletas mantenham velocidade e facilitar suas freadas, a pista é ligeiramente inclinada para baixo (seguindo o sentido do percurso) em 4 metros. Há pistas separadas para homens e mulheres, que se cruzam em determinados pontos.

## Detalhes da obra
- Tipo: temporário
- Área total: 3.650 m²
- Assentos fixos: 0
- Assentos temporários: 4.000
- Início das obras: 30 de dezembro de 2006